# NEON (Befehlssatzerweiterung)
NEON ist die Bezeichnung für eine SIMD-Einheit in der ARM-Prozessorarchitektur der Firma ARM Limited. Sie wird auch als ARM Advanced SIMD oder MPE (Media Processing Engine) bezeichnet.
Eine erste SIMD-Erweiterung gab es bei ARM Ltd. bereits in der ARMv6-Generation während es Vector Floating Point (VFP)-Lösungen sogar schon viel früher, ab bestimmten Modellen aus der ARMv5-Generation gab.
NEON selbst wurde mit der ARMv7 genannten 7. Generation der ARM-Architektur eingeführt und sollte vor allem Multimediaverarbeitung beschleunigen.
Der Neon-Befehlssatz wurde für die 64-Bit-Architektur ARM64 bzw. ARMv8 überarbeitet, um zu ermöglichen, 128 Bit breite Datentypen zu verarbeiten.
Neon unterstützt mit 16 Prozessorregistern von 128 Bit Breite bzw. mit 32 Registern variabler Breite bis maximal 64 Bit die parallele Verarbeitung der Datentypen: 8 bis 64 Bit Integer, fixed-point, half-precision Float, single-precision Float, double-precision Float.